# Habronattus pretiosus
Habronattus pretiosus là một loài nhện trong họ Salticidae.
Loài này thuộc chi Habronattus. Habronattus pretiosus được Elizabeth Bangs Bryant miêu tả năm 1947.